# Grosio
Grosio é uma comuna italiana da região da Lombardia, província de Sondrio, com cerca de 4.827 habitantes. Estende-se por uma área de 127 km², tendo uma densidade populacional de 38 hab/km². Faz fronteira com Grosotto, Monno (BS), Sondalo, Valdidentro, Valdisotto, Vezza d'Oglio (BS).

## Demografia
| Variação demográfica do município entre 1861 e 2011                               |
|                                                                                   |
| Fonte: Istituto Nazionale di Statistica (ISTAT) - Elaboração gráfica da Wikipedia |